# Bürgerspital (Bamberg)

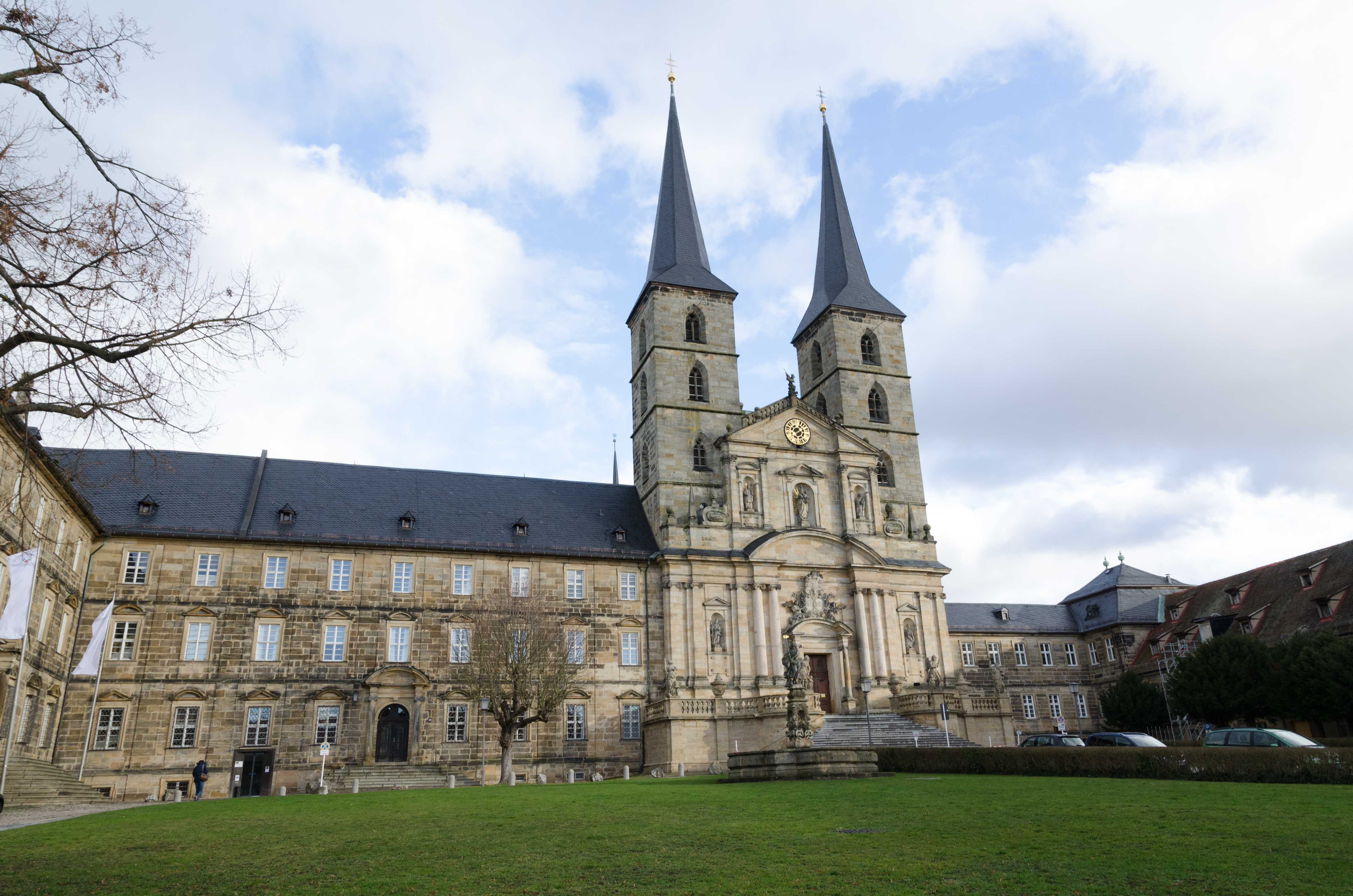
Klosteranlage auf dem Michaelsberg in Bamberg, 2012

Das Bürgerspital Bamberg ist eine der größten und ältesten Stiftungen der Stadt Bamberg. Die Bürgerspitalstiftung verpflichtet sich der Fürsorge alter Menschen in Bamberg.

## Geschichte
Lange bevor das Bürgerspital und die Stiftung gegründet wurden, gab es bereits das Katharinenspital bei (Alt-)Sankt Martin, welches erstmals 1237 urkundlich erwähnt wurde. Der genaue Zeitpunkt der Gründung des Spitals oder ein Name des Stifters sind aufgrund der fehlenden Stiftungsurkunde nicht bekannt. Der Zweck des Spitals waren laut Bischof Arnold von Solms die sieben Werke der Barmherzigkeit. Dazu zählten die Versorgung von Kranken, die Aufnahme von Waisen, Hilfe für arme Menschen, Geburtshilfe für werdende Mütter, die Ernährung von Findelkindern, Nackte zu bekleiden und Pilger und Vertriebene über Nacht zu beherbergen.
Zusätzlich zum Katharinenspital gab es das sogenannte Elisabethen-Spital im Sand. Es wurde am 31. August 1330 gegründet. Der Zweck dieses Spitals war es nach dem Willen des Stifters, dass die Alten, Kranken und Armen beherbergt und versorgt wurden. Im Jahr 1738 wurden die beiden Spitäler Katharinen- und Elisabethenspital zu den Vereinigten Bürgerspitälern zusammengefasst. Der neue Standort der Spitäler war ab da bei der alten Martinskirche gelegen, auf dem heutigen Maxplatz.
Zu Beginn des 19. Jahrhunderts löste sich die Benediktinerabtei und damit auch das Kloster im Zuge der Säkularisation nach 800 Jahren auf. Aus diesem Grund verlegte man die Vereinigten Bürgerspitäler aus der Innenstadt in die seitdem leerstehende Klosteranlage. Ab 1818 wurde die Bürgerspitalstiftung durch die Stadt Bamberg verwaltet. Im Jahr 1880 beauftragte die Stadt den Orden der Barmherzigen Schwestern. Sie waren mit dem Hausverwalter, einem sogenannten Kurator, für die Verwaltung des Spitals verantwortlich. Im Laufe der Jahre wandelten sich die Räume und die Wohnstruktur mit den Bedürfnissen und Ansprüchen der Bewohner*innen. Statt der Versorgung in großen Sälen entstanden Einzel- und Kleingruppenunterbringungen. Im Jahr 2002 verließen die Schwestern des Ordens das Bürgerspital.

## Das Bürgerspital heute (22. Juli 2025)
Heute (22. Juli 2025) werden die Räumlichkeiten für ein betreutes Wohnen von Senior*innen genutzt. 2013 kamen verschiedene städtische Ämter in einem Flügel der Anlage, dem sogenannten Wirtschaftsflügel, unter. 2004 wurden die Bürgerspitalstiftung und die Antonistift-Stiftung in die damals neu gegründete Sozialstiftung Bamberg überführt. Heute tragen das Antonstift und das Bürgerspital den Namen „Zentrum für Senioren“.